# Alfred Tarski
Alfred Tarski, född 14 januari 1901, död 26 oktober 1983, polsk matematiker och logiker, var en ledande gestalt inom Warszawagruppen fram till dess upplösning vid andra världskrigets utbrott och verkade därefter vid University of California, USA. Tarski rönte stor uppmärksamhet för sin sanningsteori, som presenterades 1931 i artikeln Sanningsbegreppet i formaliserade språk.

## Tarskis syn på sanningsteori
För Tarski innebär en sanningsteori, en formulering av en entydig och formell definition av sanningsbegreppet för ett givet språk. Enligt Tarski förutsätter detta att två kriterier är uppfyllda:
- Materiellt adekvat

Definitionen måste vara materiellt adekvat, det vill säga i tillräcklig mån svara mot en "intuitiv" uppfattning av sanningsbegreppet. Tarski föreslår i sin artikel att detta innebär, att man i systemet kan härleda alla instanser av det så kallade T-schemat
S är sann om och endast om p
där p är en godtycklig sats på det språk för vilket sanningsbegreppet skall definieras och där S är ett namn på denna sats. Ett exempel på svenska skulle kunna vara 
Påståendet "Uppsalas högsta kyrka är domkyrkan" är sant om och endast om Uppsalas högsta kyrka är identisk med domkyrkan.
- Formellt korrekt

Definitionen måste vara formellt korrekt, det vill säga kunna formuleras på ett sätt som inte leder till motsägelser. Detta förutsätter enligt Tarski bland annat att språket i fråga är vad han kallar semantiskt öppet. Om motsatsen gäller, det vill säga om språket är semantiskt slutet, så kan man i språket uttrycka villkoren för alla dess satsers sanning. Detta leder emellertid till motsägelser. Om O är ett semantiskt slutet objektspråk kan villkoren för satsen
Denna sats är inte sann-i-O
uttryckas i O. Detta leder dock till en självmotsägelse, eftersom satsen ovan i så fall är sann-i-O om och endast om satsen inte är sann-i-O. (Detta är en variant av den så kallade lögnarparadoxen). Tarski drar slutsatsen att sanningsvillkoren för ett objektspråk O endast kan uttryckas i ett språk på högre nivå, ett så kallat metaspråk. 
I sin artikel presenterar Tarski en såväl materiellt adekvat som formellt korrekt sanningsdefinition för ett givet formellt språk.

## Eponymer
Tarski har varit med och utforma och namnge Banach-Tarskis paradox, Tarski-monstergrupp och Löwenheim-Skolem-Tarskis sats.

## Eftermäle
Asteroiden 13672 Tarski är uppkallad efter honom.